# Błękitni Stargard
Le Błękitni Stargard, dont le nom complet en polonais est Klub Piłkarski Błękitni Stargard, est un club polonais de football fondé le 18 mai 1945 et basé dans la ville de Stargard, en Poméranie-Occidentale.
Il accueille ses adversaires dans le stade municipal, d'une capacité de 2 850 places.
Son équipe professionnelle masculine évolue actuellement en troisième division et est entraînée depuis juin 2018 par le Polonais Adam Topolski (en), tandis que son équipe féminine est en quatrième division.

## Histoire
Le 18 mai 1945, à l'initiative du coureur de demi-fond Tadeusz Świniarski (pl), qui participera plus tard aux championnats d'Europe d'athlétisme 1946, le Błękitni, premier club sportif de Poméranie occidentale, est fondé. Il est composé à l'origine de sections de football, de boxe et d'athlétisme. Deux ans plus tard, une section de volleyball est ajoutée. Des sections de tennis de table et de natation suivront en 1948 et 1949 respectivement.

### En championnat
Lors de la saison 1980-1981, le Błękitni termine deuxième de troisième division derrière le Gryf Słupsk (en) et gagne sa promotion en II liga. Au cours de la saison suivante, l'équipe termine 15e sur 16 et est reléguée immédiatement.
Le club dispute les seize saisons suivantes en troisième division, réussissant à terminer deuxième à quatre reprises. Cependant, ces différentes places d'honneur ne lui permettent pas d'obtenir une promotion, le club échouant en barrages ou le format du championnat ne prévoyant pas sa qualification certaines années.
En 1998, le club est relégué en quatrième division après avoir terminé 10e de sa poule. Le Błękitni y joue deux saisons avant de remonter en D3 puis redescendre en D4 dans la foulée.
Après deux promotions successives, le club retrouve la deuxième division en 2003 mais doit se retirer à mi-saison du championnat à cause de problèmes financiers.
Après avoir déclaré forfait, le Błękitni est reversé en IV liga, le quatrième niveau du football polonais. Il y joue durant les neuf saisons suivantes. En 2013, le club remporte la promotion en troisième division, dans laquelle il joue toujours aujourd'hui.

### En Coupe de Pologne
Régulièrement engagé en Coupe de Pologne en sa qualité d'équipe de troisième division, le Błękitni y délivre ses meilleures performances lors de l'édition 2014-2015, en atteignant les demi-finales. Alors en troisième division, il élimine aux deuxième et troisième tour un club du niveau supérieur, avant de récidiver en huitièmes de finale en battant le GKS Tychy (victoire 3–2). Lors des quarts de finale, le Błękitni affronte son premier club de première division, le Cracovia, qu'il bat sur le même score lors des manches aller et retour (2–0). En demi-finales, l'équipe se mesure au Lech Poznań, futur champion de Pologne cette saison. Après une première victoire 3–1 à domicile, devant près de 2 500 personnes, le club poméranien est finalement éliminé au match retour, après prolongation (défaite finale 5–1).

## Palmarès
- Demi-finaliste de la Coupe de Pologne : 2015

## Anciens joueurs
- Arkadiusz Bąk
- Krzysztof Kotorowski
- Jakub Wawrzyniak